# British Airways Flight 9
British Airways Flight 9 var en flygning den 24 juni 1982 från London till Auckland med British Airways som efter att ha flugit genom vulkanaska drabbades av motorproblem. 

## Incidenten
Besättningen blev varse problemen när vulkanisk rök började gnistra utanför flygplanets fönster, något som besättningen trodde var elmseld. Vid denna tid var det inte möjligt att identifiera vulkanaska genom observationer på flygplanets radar.
Kort därefter blev samtliga 4 motorer överhettade och upphörde att fungera. Kaptenen försökte starta om motorerna gång på gång utan framgång, och började glidflyga tillbaka mot Java, men tappade hela tiden höjd. Samtidigt försvann gnistregnet.
När de sjunkit till 4 500 meters höjd fick de, efter 13 minuters stillestånd, igång en av motorerna. Inom mindre än två minuter kunde även de andra motorerna återstartas, förmodligen för att beläggningar av vulkanaska i motorerna svalnat och skakats loss. Kort därefter återkom det elmseldsliknande fenomenet i en motor, vilket fick kaptenen att stänga av den och fortsätta färden med 3 motorer, och kunde åter stiga och passera de höga berg som fanns på väg mot flygplatsen.
Landningen försvårades på grund av att vulkanaskan eroderat planets vindrutor vilket allvarligt begränsade besättningens sikt. Besättningen hade därför stora problem med att se landningsbanan men kunde slutligen landa säkert på flygplatsen Halim Perdanakusuma Airport som ligger bland berg- och skogspartier högt upp på Java.
Den engelska kaptenen Eric Moody och hans besättning anses fortfarande som stora hjältar då de klarade manövern och att samtliga passagerare överlevde det dramatiska tillbudet i juni 1982.
Incidenten gjorde att kraftiga restriktioner infördes mot flygningar i områden påverkade av vulkanaska. Eyjafjallajökulls utbrott 2010 gjorde att flygtrafiken ställdes in i stora delar av Europa i minst en vecka.